# Parroquia de San Francisco de Asís (Apaxco)
La Parroquia de San Francisco de Asís es el templo católico del pueblo de Apaxco de Ocampo, en el municipio de Apaxco. Ha pertenecido desde siempre a la Diócesis de Cuautitlán, en el estado de México. Esta iglesia se encuentra en la cabecera municipal, junto a la plaza central y la biblioteca municipal.

## Arquitectura
El templo está conformado por una celda cuadrangular, y antes de ello, una portada desplantada desde un tipo trapecio, cuyo el lado menor es el lado de frente y el mayor corresponde al lado menor es decir que corresponde con el lado menor del cuadrángulo. La capilla esta colocada junto al templo y enclavada en la planta misma del claustro, donde se encuentra la portería. La forma trapezoidal de su fachada hace que se adelante sobre el atrio y quede dominado su desplazamiento.
No hay ninguna otra capilla como la de esta parroquia, en los templos franciscanos; ya que se encuentre elevada y adelantada su portada, fue originalmente concebida como un balcón desde el cual se pudieron escenificarse ritos cristianos. Por lo cual se observa que esta desprendida de un zócalo trapezoidal que seguramente fue hecha para todo el frente antes de que se taparon los tres arcos y se pusiera la puerta que tiene el acceso. 